# Je vois un homme assis dans un fauteuil, et le fauteuil lui mord la jambe
Je vois un homme assis dans un fauteuil, et le fauteuil lui mord la jambe (titre original : I See a Man Sitting on a Chair, and the Chair Is Biting His Leg) est une nouvelle fantastique, à connotation de science-fiction et à saveur humoristique, coécrite par Harlan Ellison et Robert Sheckley, publiée pour la première fois en janvier 1968 dans la revue The Magazine of Fantasy & Science Fiction. 

## Publications
Elle a été reprise dans nombre d'anthologies de science-fiction à la fois pour son humour et son aspect fantastique, voire « décalé ».
La nouvelle a été publiée en français par la revue Fiction, n° 175, aux éditions OPTA, en juin 1968.
Elle a aussi été publiée :
- dans le recueil Le Robot qui me ressemblait (The Robot Who Looked Like Me) (notamment paru chez J'ai lu en 1980 et 1987) ;
- dans l'anthologie Histoires de mirages en 1984.

## Résumé

### Mise en place de l'intrigue
Une guerre nucléaire a eu lieu, mais l'Humanité, heureusement, n'a pas disparu.
Il est même résulté un événement inattendu de cette guerre : la création par la nature, dans les océans, de plancton marin, dont le génome a été modifié par les radiations nucléaires.
Ce plancton, que l'on appelle « la Vase » en raison de sa couleur grise et de son aspect gluant, est récupéré dans l'océan radioactif, puis analysé, traité, retraité, purifié, broyé, malaxé, pasteurisé, lyophilisé, conditionné, coloré, parfumé : il est consommé par les humains sous toutes formes possibles, en fonction de son mode de préparation et des colorants ou exhausteurs de goûts utilisés par l'industrie agroalimentaire.
Le problème, c'est qu'il faut aller chercher ce plancton dans la mer radioactive.
Joe Pareti est un chercheur-ramasseur-pêcheur de Vase. Il est très bien payé et bénéficie d'une « indemnité de haut danger ».
Un jour, il perd subitement tous ses poils : ses cheveux, les poils des bras et des jambes, les poils pubiens. Puis sa peau perd une partie de l'épiderme et se colore en rose vif.
Étonné et inquiet, il consulte le médecin de l'entreprise qui l'emploie. Il apprend de ce médecin que la Vase est, comme tout le monde le sait, un organisme vivant, mais (et tout le monde l'ignore) un organisme semi-intelligent.
Or il y a eu dans le passé cinq cas de personnes « transformées » par le contact quotidien avec la Vase :
- le premier malade est mort d'une complication pulmonaire une semaine après les premiers symptômes de la maladie ;
- le deuxième malade, Ashton, est devenu écholalique et volubile, capable de lévitation à 6 mètres de hauteur, puis il a disparu ;
- le troisième malade a découvert qu'il pouvait vivre dans l'eau de mer et non plus sur terre, mais il a été attaqué par des dauphins et tué par eux ;
- le quatrième malade cultive de manière bizarre des champignons, et semble être devenu lui-même un champignon ;
- le cinquième malade a vu ses organes internes sortir de son corps, puis une carapace a enveloppé le tout, il est devenu une sorte de ver de terre géant qui s'est enfoui dans le sol.

Le médecin annonce à Pareti qu'il subit le « mal d'Ashton », c'est-à-dire qu'il a été contaminé par la Vase, et qu'il est désormais le sixième malade recensé sur Terre. Il n'y a aucune thérapie ni aucun médicament connus pour lutter contre cette maladie. Et nul ne peut prédire comment son corps va y réagir et ce qu'il va se passer…

### Comportement du héros face à sa maladie et événements bizarres
Quitte à mourir, autant dépenser ses économies en faisant la fête : c'est ce que se dit Pareti, qui va passer des vacances de luxe dans une ville qui ressemble à Las Vegas.
Quelques jours après la découverte de son état, et après avoir fait la fête, il découvre des choses étranges : des objets inanimés bougent comme s'ils étaient vivants et le suivent, lui, Pareti. 
Deviendrait-il fou ?
Il découvre avec stupéfaction qu'il est l'objet de l'amour total de la Vase, ou d'un morceau de Vase. Les symptômes de la maladie d'Ashton sont donc que, non seulement il peut communiquer avec de la Vase intelligente, mais que celle-ci est tombée amoureuse de lui !
Il explique à cette Vase que lui, il n'est pas amoureux d'elle, et qu'elle doit le laisser tranquille. La Vase répond que c'est plus fort qu'elle.
Il rétorque qu'il la déteste, qu'elle est laide et répugnante, que jamais il ne l'aimera.
Plus tard, il pense en avoir fini avec cette histoire. Arrivé à l'hôtel, assis dans un fauteuil, il se regarde dans un miroir, et ce qu'il y découvre est stupéfiant. 

### Dénouement
Le narrateur explique en effet, et ce sont les toutes dernières phrases de la nouvelle :
« Il regarde dans le miroir et s'aperçoit qu'il se regarde par le miroir. 

Joe Pareti a cinq nouveaux yeux. Deux sur le mur de la chambre, un au plafond, un dans la salle de bain, un dans le vestibule. Il regarde par ses yeux nouveaux, et il voit des choses nouvelles. Il y a le divan, pauvre créature sevrée d'amour. À demi-visible, la lampe à pied, dont le col incurvé trahit la fureur. Là-bas, c'est la porte du placard, le dos raide, muette de rage.
L'amour comporte toujours un risque ; mais la haine est un danger mortel.

Joe Pareti regarde par les miroirs et il se dit : je vois un homme assis dans un fauteuil, et le fauteuil lui mord la jambe.  »